# 亞提·唐威邦帕尼特
亞提·唐威邦帕尼特（羅馬化：Artit Tangwiboonpanit，1990年9月23日—），小名Bank，為泰國著名男演員及模特。代表作有《立方體》、《嫉妒的密碼2020》等。

## 個人簡歷

### 早期生活
Bank於1990年9月23日出生於泰國叻丕府的班蓬縣。為家中長子，有兩個姊姊與一個妹妹。

### 教育
- 小學：Theerasart School（โรงเรียนธีรศาสตร์）
- 中學：Thewphaingarm Canadian Bilingual School（โรงเรียน ทิว ไผ่ งาม）
- 大學：蘭實大學傳播藝術學院[3]

### 演藝經歷
Bank透過"The i dol project 1"的選秀競賽正式進入演藝圈，並在最後成為10名決賽選手之一。
2012年，Bank因主演電影《畸變》與《監控錄像》而聞名。
同年，Bank與泰國廣播電視有限公司的製作人Arunosha Panupan（Nong）簽訂泰國第3電視台的演員合約，並演出他的首部電視劇《影子姊妹2012》，在劇中飾演醫生"Bee"。
2014年，Bank在戲劇《立方體》中首度挑戰反派角色"Lin Puey In"。同年，這位後起之秀入圍了"Siam Dara Star Awards 2014"的新人獎。
2015年，Bank在戲劇《最恨最愛》中飾演"Luechai"一角，這是他在3台演出的最後一部電視劇，並在之後與3台結束合約。
同年，Bank與泰國第7電視台簽下為期五年的演員合約。且在翻拍熱劇《條紋亮片》中飾演"Preaw"一角入圍了第五屆 Daradaily The Great Awards的「最出彩明星」。
2016年，Bank有機會在翻拍的熱門劇集《我最親愛的甜心》[16]中飾演“Tanpan”，與新人莫妲·娜琳叻搭檔，兩人在劇中的化學反應頗受觀眾喜愛。
2018年，他與莫妲·娜琳叻二度合作，攜手主演長篇愛情喜劇《《愛的束縛》，其結局最高收視7.7，並獲得2018年度最高人氣排名。從上述2至3年的優秀作品中，使Bank有機會成為“7 Colors Make Love for the World”的主持人，與新人一同響應關燈1小時的環保活動，他也在之後成為7台的主力演員。
同年，Bank主演了一部翻拍熱播劇《惡魔之舞》，於劇中主演"Rachada"，與塔薩尼婭·甘宋曼盧合作，講述激情中怨恨循環的故事。播出後反響不錯，最高收視率為6.8。
2021年，Bank主演人氣動作劇《魔杖戰士》在“Trai”和“Chaiya”這兩個角色中與凱瑟琳·諾伊普恩合作，是一個關於過去冒險生活中牽涉神聖傳說的倒敘故事，同時獲得良好的化學反應，是一部有趣又充滿韻味的動作劇。

## 影視作品

### 電影
| 上映年份 | 電影名稱     | 電影名稱 | 角色  | 備註 |
| 上映年份 | 譯名         | 原文名   | 角色  | 備註 |
| 2012年   | 《畸變》     |          | Khern | 主演 |
| 2012年   | 《監控錄像》 |          | Mac   | 主演 |

### 電視劇
| 首播年份 | 戲名                                          | 戲名           | 播放平台    | 角色                    | 備註 |
| 首播年份 | 譯名                                          | 原文名         | 播放平台    | 角色                    | 備註 |
| 2012年   | 《影子姊妹2012》                              |                | Ch3Thailand | Bee                     | 配角 |
| 2013年   | 《大小姐》                                    |                | Ch3Thailand | Tum                     | 配角 |
| 2014年   | 《立方體》                                    |                | Ch3Thailand | Lin Puey In             | 配角 |
| 2015年   | 《最恨最愛》                                  |                | Ch3Thailand | Luechai （Chai）        | 配角 |
| 2015年   | 《條紋亮片2015》                              |                | Ch7HD       | Preaw                   | 配角 |
| 2016年   | 《密碼獵人》                                  |                | Ch7HD       | Sarut                   | 主演 |
| 2016年   | 《誰偷了我的心》                              |                | Ch7HD       | Natee Chatawat （Tee）  | 主演 |
| 2016年   | 《我最親愛的甜心》                            |                | Ch7HD       | Tanpan                  | 配角 |
| 2017年   | 《風味絕配》                                  |                | Ch7HD       | Anon Noensungchan       | 配角 |
| 2017年   | 《甜心機器人》                                |                | Ch7HD       | Toon                    | 客串 |
| 2017年   | 《鳳勝龍2017》                                |                | Ch7HD       | Prab Pracharuk          | 配角 |
| 2018年   | 《瑪雅親情》                                  |                | Ch7HD       | Salat （Leo）           | 配角 |
| 2018年   | 《愛的束縛》                                  |                | Ch7HD       | Panthakan （Pan）       | 主演 |
| 2018年   | 《惡魔之舞2018》                              |                | Ch7HD       | Rachada （Dan）         | 主演 |
| 2020年   | 《詛咒之歌》                                  |                | Ch7HD       | Yot                     | 主演 |
| 2020年   | 《嫉妒的密碼2020》                            |                | Ch7HD       | Siwa Ratthanarith       | 主演 |
| 2021年   | 《魔杖戰士》                                  |                | Ch7HD       | Trai（現代）            | 主演 |
| 2021年   | 《魔杖戰士》                                  | Chaiya（前世） | Ch7HD       |                         | 主演 |
| 2022年   | 《神秘之堡》                                  |                | Ch7HD       | Dantham （Dan）         | 主演 |
| 2023年   | 《Club Friday The Series 14: 是孽緣還是命運》 |                | One 31      | Tam                     | 主演 |
| 2023年   | 《錢戰2023》                                  |                | Amarin TV   | Pantum                  | 主演 |
| 2023年   | 《謊言中的愛》                                |                | Ch7HD       | Nasis Asamontri （Sis） | 主演 |
| 2023年   | 《一夜燃情》                                  |                | One 31      | Chivas                  | 主演 |

### 單元劇
| 首播年份 | 戲名                       | 戲名   | 播放平台 | 角色  | 備註 |
| 首播年份 | 譯名                       | 原文名 | 播放平台 | 角色  | 備註 |
| 2016年   | 《國王的榮譽之無光的太陽》 |        | Ch7HD    | Yunfu | 配角 |
| 2017年   | 《老天有眼》               |        | Ch7HD    | Jon   | 主演 |

## 外部連結
- 亞提·唐威邦帕尼特的Instagram帳戶（泰文）
- 亞提·唐威邦帕尼特的Facebook專頁（泰文）
- 亞提·唐威邦帕尼特的官方YouTube頻道 （页面存档备份，存于）（泰文）